# ハディ・ダフェ
ハディ・ダフェ（Khady Daffe、2000年2月7日 - ）は、セネガルの女子バスケットボール選手である。ポジションはセンター。Wリーグの山梨クィーンビーズ所属。

## 来歴
岐阜女子高校に留学し、インターハイ・ウィンターカップ二冠達成。
卒業後は名古屋経済大学に進学。
2022年、三菱電機コアラーズにアーリーエントリーを経て加入。なお、アーリーエントリー時点では在留5年を満たしていなかったが、入社が内定しており在留5年経過は確実なため特例措置として理事会にて承認された。
2025年、三菱電機を退団。山梨クィーンビーズに移籍。